# WAVES

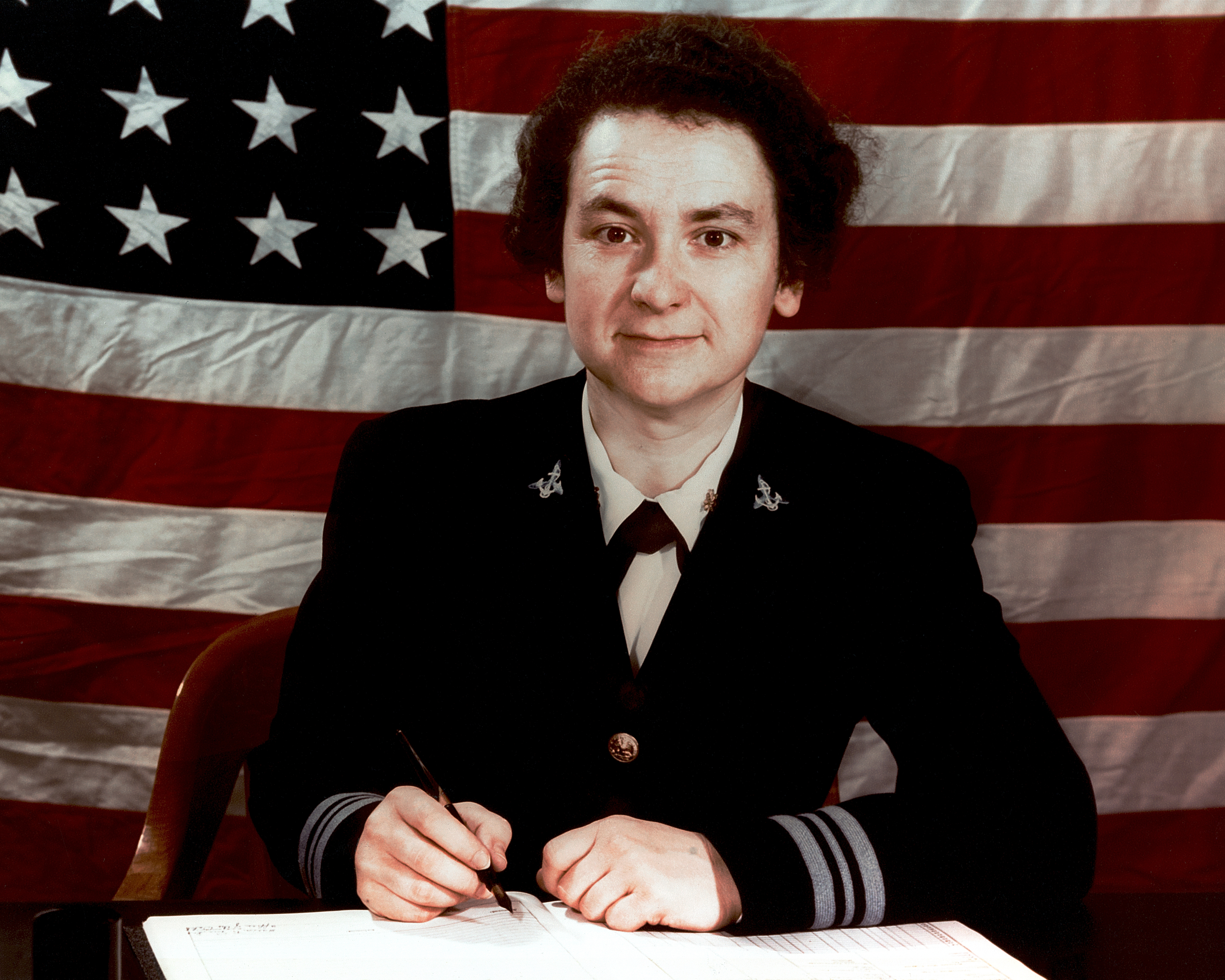
Căpitanul Mildred H. McAfee a fost primul director al WAVES (1942-1945). Fotografia a fost făcută în 1942 sau 1943, când a ocupat funcția de comandant locotenent.

Rezerviștii marinei Statelor Unite (rezerva de femei), mai bine cunoscută sub numele de WAVES (pentru femeile acceptate pentru serviciul de urgență pentru voluntari), a fost ramura femeilor din Rezerviștii Marinei din Statele Unite în timpul celui de-al doilea război mondial. A fost înființată la 21 iulie 1942 de către Congresul SUA și a fost semnată de către președintele Franklin D. Roosevelt în 30 iulie. Aceasta a autorizat marina americană să accepte femeile ca rezerviști în marină ca ofițeri comandați și la nivel înrolat, durata războiului plus șase luni. Scopul legii era de a elibera ofițeri și bărbații de gardă maritimă și de îi înlocui cu femei în unitățile de coastă. Mildred H. McAfee, în concediu în calitate de președinte al Colegiului Wellesley, a devenit primul director al WAVES. La 3 august 1942 a fost însărcinată cu funcția de comandant locotenent și ulterior a fost promovată comandant și apoi căpitan.
Noțiunea de femei care servesc în marină nu a fost susținută pe scară largă în Congres sau de către Marină, chiar dacă unii dintre parlamentari și personalul naval au susținut nevoia de femei uniforme în timpul celui de-al doilea război mondial. Legea 689, care permitea femeilor să servească în marină, s-a datorat în mare măsură eforturilor Consiliului Consultativ al Marinei, Margaret Chung, și Eleanor Roosevelt, Prima Doamnă a Statelor Unite.
Pentru a fi eligibili pentru școala de ofițeri, femeile trebuiau să aibă vârsta cuprinsă între 20 și 49 de ani și să posede o diplomă de colegiu sau să aibă doi ani de facultate și doi ani de experiență profesională sau de afaceri echivalentă. Voluntarii la nivelul înscriși au trebuit să aibă vârsta cuprinsă între 20 și 35 de ani și să posede o diplomă de liceu sau o diplomă de afaceri sau să aibă o experiență echivalentă. WAVES-urile erau în primul rând albe, însă în cele din urmă au servit 72 de femei afro-americane. Formarea marinei a majorității candidaților la ofițeri WAVE a avut loc la Smith College, Northampton, Massachusetts. Instruirea specializată a ofițerilor a fost efectuată pe mai multe campusuri și instituții navale. Majoritatea membrilor înscriși au fost instruiți la Hunter College, în Bronx, New York City. După recrutare, unele femei au frecventat cursuri de pregătire specializate în campusurile universitare și în spațiile navale.

## Legături externe
- Campbell, D'Ann (1990). „Servicewomen of World War II”. Armed Forces and Society. 16 (2): 251–270. doi:10.1177/0095327X9001600205. ISSN 1556-0848.
- „Betty H. Carter Women Veterans Historical Collection”. University of North Carolina Greensboro. 1998. Arhivat din original la 12 iulie 2014. Accesat în 11 martie 2019. – digitized letters, diaries, photographs, uniforms, and oral histories from WAVES and other female service orgs
- blitzkriegbaby (2006). „Women's Reserve of the US Naval Reserve (WAVES)”.
- blitzkriegbaby (2006). „Sources”. Women's Reserve of the US Naval Reserve (WAVES). – annotated bibliography of books and films
- The Bureau of Naval Personnel (1943). „Summary of Ranks and Rates of the U.S. Navy Together With Designations and Insignia [NAVPERS-15004]”. Information Bulletin (ed. Hyperwar reprint) (May).
- Chen, C. Peter (2018). „WAVES: Women in the WW2 US Navy”. World War II Database. Lava Development, LLC.
- „Oral history interview with Constance Sullivan Cain, a member of the WAVES from 1944–1946”. Veterans History Project. Center for Public Policy and Social Research, Central Connecticut State University. 2008. Arhivat din original la 10 decembrie 2012. Accesat în 11 martie 2019.
- Waves. Special Collections, Georgia College and State University Library. 4 martie 2009. – Photographs of WAVES being trained at the Georgia State College for Women from 1943 to 1945